# 활성 산소

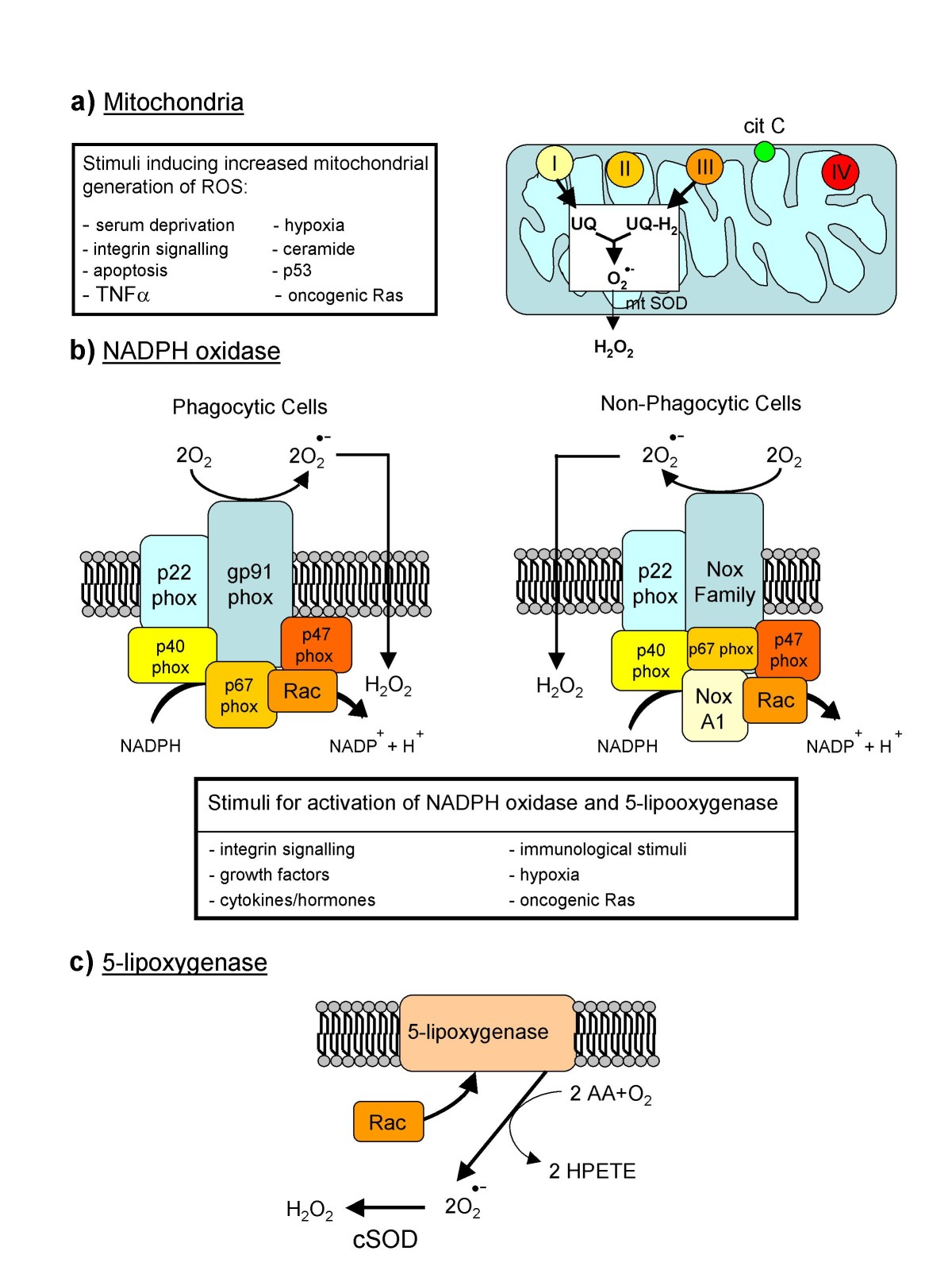
광합성을 하지 않는 생물에서 활성산소가 생기는 주요 경로. Novo and Parola, 2008.

활성 산소(活性酸素, 영어: reactive oxygen species, ROS) 또는 활성 산소종은 산소 원자를 포함하는, 화학적으로 반응성 있는 분자이다. 생물체내에서 생성되는 화합물로 생체 조직을 공격하고 세포를 손상시켜 비만과 노화의 원인이 되는 산화력이 강한 산소이다. 분자들은 산소이온 그리고 과산화수소를 포함하고 있으며, 짝지어지지 않은 전자 때문에 반응성이 매우 높다.
활성산소는 산소의 정상적인 대사과정에서 생기는 것으로 알려져 있으며, 세포신호와 항상성에서 역할을 하는 것으로 알려져있다. 그러나 활성산소의 농도는 자외선이나 높은 열에 노출되는 것처럼 환경적인 스트레스로서 급증할 위험이 존재하며 이것이 세포구조를 손상시킬 수 있다. 이른바 산화적 스트레스라고 불리는 이 현상을 통해 과도하게 늘어난 활성산소는 마구잡이로 반응을 일으켜 생명체의 몸에 유해한 물질로 작동할 수 있다. 활성산소는 또한 전리 방사선과 같은 외인적인 요인으로도 생성될 수도 있다.

## 방어기전
세포 대사에서 활성산소의 침투를 방어하는 과정의 원리가 존재하는 것으로 알려져 있다. 이는 항산화물질 계(antioxidant system)로 다루어지고 있다.

## 같이 보기
- 아이오딘화물
- 멜라닌
- 산화 스트레스
- 산소 중독

## 더 읽어보기
- Sen CK (2003). “The general case for redox control of wound repair”. 《Wound Repair Regen》 11 (6): 431–8. doi:10.1046/j.1524-475X.2003.11607.x. PMID 14617282.
- Krötz F, Sohn HY, Gloe T, Zahler S, Riexinger T, Schiele TM, Becker BF, Theisen K, Klauss V, Pohl U (2002년 8월). “NAD(P)H oxidase-dependent platelet superoxide anion release increases platelet recruitment”. 《Blood》 100 (3): 917–24. doi:10.1182/blood.V100.3.917. PMID 12130503.
- Pignatelli P, Pulcinelli FM, Lenti L, Gazzaniga PP, Violi F (1998년 1월). “Hydrogen peroxide is involved in collagen-induced platelet activation”. 《Blood》 91 (2): 484–90. PMID 9427701.
- Guzik TJ, Korbut R, Adamek-Guzik T (2003년 12월). “Nitric oxide and superoxide in inflammation and immune regulation”. 《J. Physiol. Pharmacol.》 54 (4): 469–87. PMID 14726604.